# Ускенбаев, Каирбек Айтбаевич
Каирбек Айтбаевич Ускенбаев (каз. Қайырбек Айтбайұлы Өскенбаев; род. 24 октября 1964, Целиноград, КазССР, СССР) — казахстанский государственный деятель, министр индустрии и инфраструктурного развития Республики Казахстан (2022—2023).

## Биография
Родился 24 октября 1964 года в Целинограде.

### Образование
Карагандинская высшая школа Министерства внутренних дел СССР (1986), юрист;
Акмолинский аграрный университет имени С. Сейфуллина (1996), организатор-экономист;
Дипломатическая академия Евразийского национального университета им. Гумилева (2004), международные отношения;
В 1998 году защитил кандидатскую диссертацию, тема диссертации: «Регулирование процесса демонополизации экономики и развития конкуренции»;

### Трудовая деятельность
С 1982 по 1991 год — следователь Ленинского Районного управления внутренних дел, заместитель начальника следственного отдела Управления внутренних дел Целиноградского облисполкома;
С 1991 по 1993 год — заведующий отделом коммунальной собственности Акмолинской городской администрации;
С 1993 по 1994 год — начальник юридического отдела Акмолинского территориального комитета по государственному имуществу;
С 1994 по 1996 год — директор Бюро по приватизации Акмолинского территориального комитета по государственному имуществу;
С 1996 по 1997 год — заместитель председателя комитета по приватизации Акмолинской области;
С 1997 по 1988 год — председатель Акмолинского территориального комитета по управлению государственным имуществом;
С 1998 по 1999 год — председатель территориального комитета госимуществ и приватизации по г. Акмоле;
С 1998 по 2001 год — директор государственного коммунального предприятия «Фонд коммунальной собственности г. Астаны»;
С 2003 по 2004 год — депутат Маслихата г. Астаны;
С 2004 по 2006 год — председатель Комитета по регулированию торговой и туристкой деятельности Министерства индустрии и торговли РК;
С 2006 по 2007 год — председатель Комитета индустрии туризма Министерства туризма и спорта РК;
С 2007 по 2011 год — вице-министр туризма и спорта РК;
С 2013 по 2014 год — первый заместитель Министра регионального развития РК;
С 2014 по 2016 год — заместитель Министра национальной экономики РК;
С 2016 по 2018 год — управляющий директор АО "НУХ «Байтерек»;
С 2018 по 2019 год — вице-министр по инвестициям и развитию РК;
С 2019 по 2022 год — первый вице-министр индустрии и инфраструктурного развития РК;
С 11 января 2022 года указом президента был назначен на должность министр индустрии и инфраструктурного развития Республики Казахстан.
С марта 2022 года поручает своим заместителям (Сарсенбаеву А.) проверить эффективные (ведущие) машиностроительные предприятия и принять меры по их устранению, методом снятия с должностей первых руководителей.
4 января 2023 года освобождён от должности Министра индустрии и инфраструктурного развития Республики Казахстан.

## Награды
- 1998 — Медаль «Астана»;
- 2001 — Медаль «10 лет независимости Республики Казахстан»;
- 2008 — Указом президента РК награждён орденом «Курмет»;
- 2011 — Медаль «20 лет независимости Республики Казахстан»;
- 2015 — Указом президента РК награждён орденом «Парасат»;
- 2019 — Благодарственное письмо Президента Республики Казахстан с вручением нагрудного знака «Алтын Барыс»[5].